# Timimus
Timimus ("Timův napodobitel") byl rod malého celurosaurního teropoda, žijícího v období rané křídy na území dnešního jižního cípu Austrálie (geologické souvrství Eumeralla, lokalita Dinosaur Cove). Patří tedy mezi tzv. polární dinosaury, obývající území uvnitř někdejšího jižního polárního kruhu. Je znám pouze na základě dvou fosilizovaných kostí dolní končetiny. Rodové jméno Timimus ("Timův napodobitel") zvolili australští paleontologové a zároveň manželé Richovi na počest svého syna Tima a také podle australského přírodovědce Tima Flanneryho.

## Objev a klasifikace

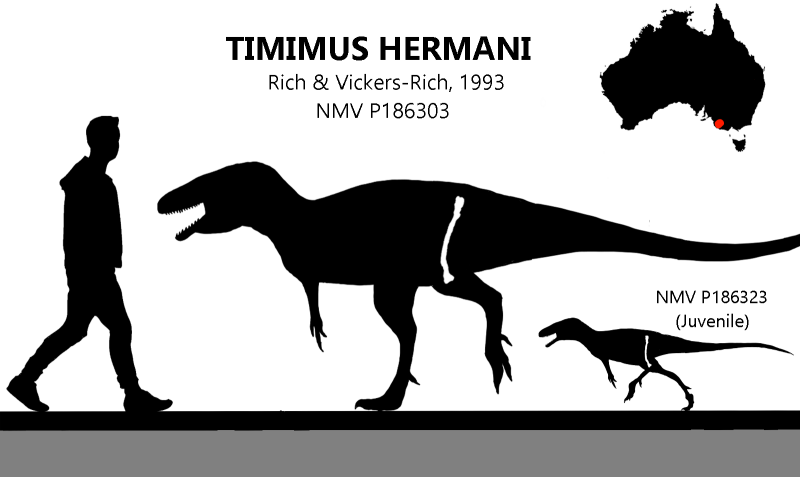
Timimus

Typový druh T. hermani byl formálně popsán paleontology Dr. Thomasem Richem a Patricií Vickers-Richovou v roce 1993 na základě dvou stehenních kostí dvou různých jedinců (dospělce a mláděte, délka 43,2 a 19,5 cm). Ležely jen necelý metr od sebe a na místě byly objeveny také obratle, patřící pravděpodobně stejnému druhu. Menší dravý dinosaurus by mohl patřit mezi rychlonohé ornitomimosaury, není to však jisté. Mohlo jít také o tyranosauroida. Je nepravděpodobné, že by bylo někdy v budoucnu objeveno podstatně více materiálu z tohoto dinosaura. Důvodem je velmi neúplný sled hornin a lokalit v dané oblasti.

## Paleobiologie
Timimus byl zřejmě dlouhodobému chladu přizpůsobeným druhem teropodního dinosaura, pravděpodobně byl také opeřený. Mohl dosahovat délky kolem 3 metrů a byl nejspíš lehce stavěný. Zřejmě šlo o dravce nebo snad i všežravce. Podle histologických výzkumů Dr. Anusuye Chinsamyové z roku 1998 se zdá být možné, že tito dinosauři v období polární zimy pravidelně hibernovali.